# Колін Дюгерст
Колін Дюгерст (3 червня 1924—22 серпня 1991) — канадська й американська театральна та кіноактриса.

## Біографія
Народилася 1924 року в Канаді. В дитинстві, з батьками та братами, переїхала південніше, до Сполучених Штатів.
Переслідувала мрію стати комедіанткою, не цуралася ніякої роботи. Дебют припав на 1952 рік. Після цього закріпилася акторкою некінопостановок. Дещо пізніше Колін Дюхерст постала і на екрані у телешоу. Потім, досягнувши мрії, почала грати у кіно, давши старт повноцінній фільмографії.
Померла від раку 1991 року.

## Ролі в кіно
1951—2009 — «Зал слави Холмарк»;
1959 — «Історія монашки»;
1959 — «Вистава тижня»;
1959—1963 — «Сталева година Сполучених Штатів»;
1960 — «Людина, що на мотузці»;
1960—1962 — «Міський тост»;
1961—1966 — «Бен Кейсі»;
1961—1966 — «Доктор Кілдер»;
1962—1965 — «Година Альфреда Гічкока»;
1965—1974 — «ФБР»;
1966 — «Прекрасне безумство»;
1967 — «Суворе випробування»;
1971 — «Останній біг»;
1971 — «Театр суботнього вечора на телеканалі „ITV“»;
1972 — «Ковбої»;
1972—2009 — «Значні вистави»;
1974 — «Мак Кю»;
1977 — «Енні Гол»;
1978 — «Крижані фортеці»;
1979 — «Коли телефонує незнайомець»;
1979 — «Стадс Лоніген»;
1980 — «Жіноча кімната»;
1980 — «Останнє завдання»;
1980 — «Вшанування»;
1982 — «Сині, Сірі»;
1982 — «Зламане вишневе деревце»;
1983 — «Мертва зона»;
1984 — «Купол, який виблискує»;
1984 — «Човен любові»;
1984 — «При собі не внесеш»;
1985 — «Ен з Дахів зеленого кольору»;
1985 — «Наша ера»;
1985—1989 — «Детективне агентство „Місячне сяйво“»;
1985—1989 — «Сутінкова зона»;
1986 — «Хлопчик, який вмів літати»;
1986 — «Між обома пані»;
1986 — «Меч Гідеона»;
1987 — «Ен з Дахів зеленого кольору: Продовження»;
1988 — «Поза порядком»;
1989—1990 — «Мерфи Браун»;
1990 — «Дорога на Ейвонлі»;
1990 — «Зірки всередині»;
1991 — «Кімната зі сніданком»;
1991 — «Померти молодим».

## Чоловік і діти
Взяла шлюб із актором та режисером та продюсером Джорджем Кембеллом Скоттом. Народила в тому числі сина, який став телеактором, Кембелла Скотта.

## Нагороди
1961 р. — премія «Тоні»;
1971 р. — премія «Тоні»;
1986 р. — премія «Еммі»;
1989 р. — премія «Еммі» (двічі);
1991 р. — премія «Еммі» (посмертно).